# Zoey’s Extraordinary Christmas
Zoey’s Extraordinary Christmas ist ein Weihnachtsfilm von Richard Shepard aus dem Jahr 2021, der an die Musical-Fernsehserie Zoey’s Extraordinary Playlist anknüpft. In Deutschland wird der Bezahlsender Sky den Film ab dem 18. Dezember 2021 zeigen. International erschien der Film bereits am 1. Dezember beim Streamingdienst The Roku Channel.

## Handlung
Der Cliffhanger aus Staffel 2 soll mit dem Film aufgelöst werden. Zoey und Max sind wieder ein Paar, Max kann nun wie Zoey Gedanken hören. Erstmals muss Zoey Weihnachten ohne ihren Vater feiern. Da dieser immer versucht hatte, Weihnachten für die Familie zu etwas Besonderem zu machen, ist die Familie nun gefragt, es ohne ihn hinzubekommen.

## Produktion
Das Spin-off zur Serie entstand aus der Absicht des Studios Lionsgate TV, den Fortgang der Serie zu retten. Da nie eine Feiertagsfolge umgesetzt wurde, entschied man sich für einen Weihnachtsfilm. Sofern der Film erfolgreich ist, könne die Serie eine weitere Staffel erhalten.